# Mercedes de Oriente

Mercedes de Oriente é um município de Honduras, localizado no departamento de La Paz.